# 亞納希爾卡山 (安卡什大區)
10°06′09″S 76°57′04″W / 10.10250°S 76.95111°W
亞納希爾卡山（Yanajirca），是秘魯的山峰，位於該國北部安卡什大區，由瓦良卡區和瓦斯塔區負責管轄，屬於安地斯山脈的一部分，海拔高度4,800米。